# Campeonato de Fórmula 3 de 2019

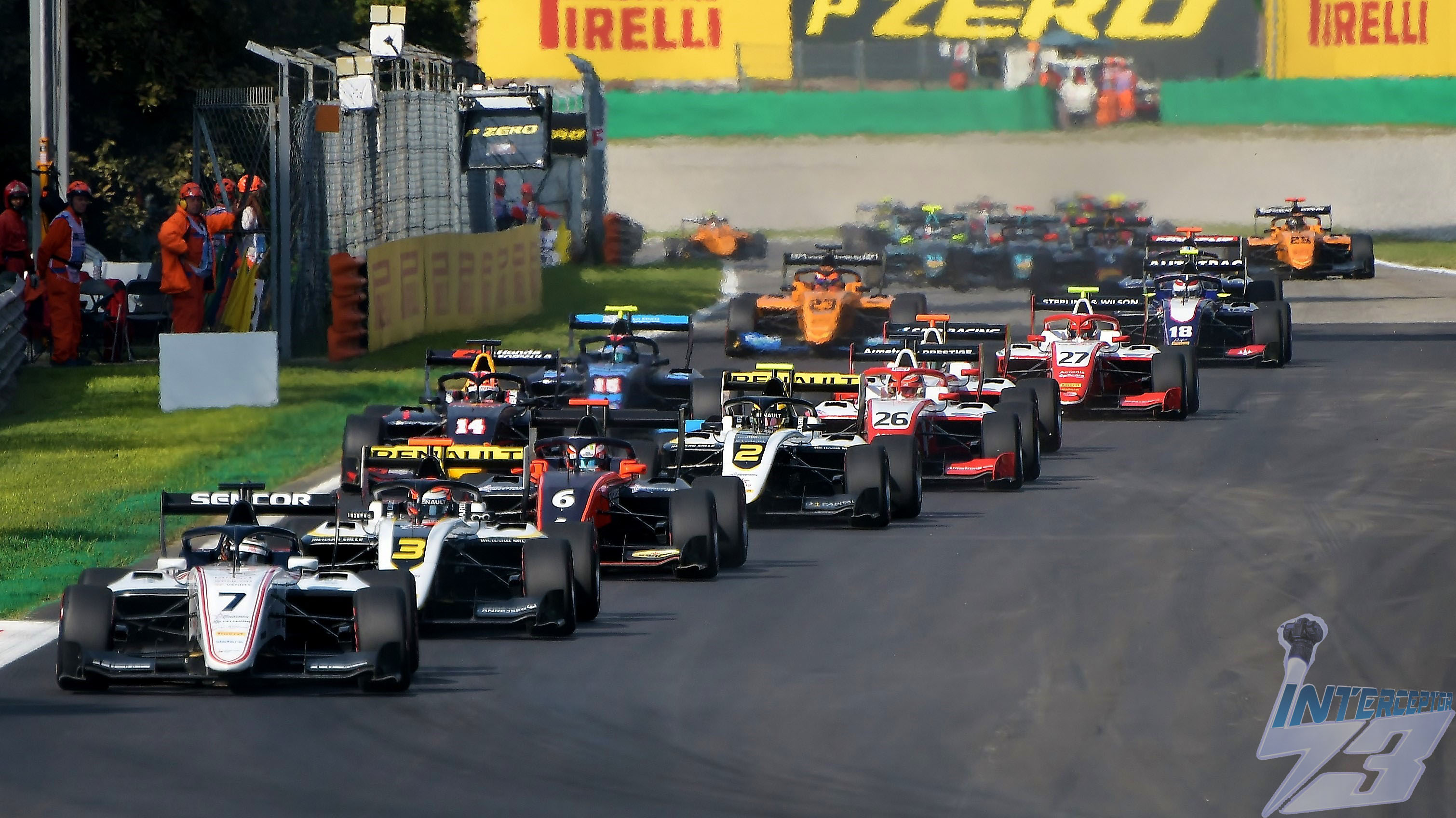
Etapa de Monza, Itália

O Campeonato de Fórmula 3 de 2019 foi a temporada inaugural do Campeonato de Fórmula 3 da FIA, um campeonato de automobilismo para automóveis de Fórmula 3 que é sancionado pela Federação Internacional de Automobilismo (FIA). O campeonato foi formado pela fusão da GP3 Series e do Campeonato Europeu de Fórmula 3 da FIA.
O piloto da Prema Racing, Robert Shwartzman, ganhou o título do Campeonato de Pilotos com uma corrida de antecedência. A Prema Racing se tornou a campeã das equipes após a segunda corrida de Spa-Francorchamps.

## Pilotos e equipes
Os seguintes pilotos e equipes competiram no Campeonato de Fórmula 3 da FIA de 2019. Todas as equipes competiram com um chassi Dallara F3 2019 idêntico e um composto de pneus feito sob medida desenvolvido pela Pirelli. Cada carro foi impulsionado por um motor V6 naturalmente aspirado de 3,4 l desenvolvido pela Mecachrome que foi anteriormente usado no Dallara GP3/16. As equipes fora obrigadas a entrar com três carros.
| Equipe                        | N.º | Pilotos             | Rodadas |
| ----------------------------- | --- | ------------------- | ------- |
| ART Grand Prix                | 1   | David Beckmann      | Todas   |
| ART Grand Prix                | 2   | Max Fewtrell        | Todas   |
| ART Grand Prix                | 3   | Christian Lundgaard | Todas   |
| MP Motorsport                 | 4   | Liam Lawson         | Todas   |
| MP Motorsport                 | 5   | Simo Laaksonen      | Todas   |
| MP Motorsport                 | 6   | Richard Verschoor   | Todas   |
| Sauber Junior Team by Charouz | 7   | Lirim Zendeli       | Todas   |
| Sauber Junior Team by Charouz | 8   | Fabio Scherer       | Todas   |
| Sauber Junior Team by Charouz | 9   | Raoul Hyman         | Todas   |
| HWA Racelab                   | 10  | Bent Viscaal        | Todas   |
| HWA Racelab                   | 11  | Jake Hughes         | Todas   |
| HWA Racelab                   | 12  | Keyvan Andres       | Todas   |
| Jenzer Motorsport             | 14  | Yuki Tsunoda        | Todas   |
| Jenzer Motorsport             | 15  | Artem Petrov        | 1       |
| Jenzer Motorsport             | 15  | Giorgio Carrara     | 3, 5–7  |
| Jenzer Motorsport             | 15  | Federico Malvestiti | 4       |
| Jenzer Motorsport             | 15  | Charles Leong       | 8       |
| Jenzer Motorsport             | 16  | Andreas Estner      | Todas   |
| Trident                       | 17  | Devlin DeFrancesco  | Todas   |
| Trident                       | 18  | Pedro Piquet        | Todas   |
| Trident                       | 19  | Niko Kari           | Todas   |
| Hitech Grand Prix             | 20  | Leonardo Pulcini    | Todas   |
| Hitech Grand Prix             | 21  | Jüri Vips           | Todas   |
| Hitech Grand Prix             | 22  | Ye Yifei            | Todas   |
| Campos Racing                 | 23  | Alex Peroni         | 1–7     |
| Campos Racing                 | 23  | David Schumacher    | 8       |
| Campos Racing                 | 24  | Alessio Deledda     | Todas   |
| Campos Racing                 | 25  | Sebastián Fernández | Todas   |
| Prema Racing                  | 26  | Marcus Armstrong    | Todas   |
| Prema Racing                  | 27  | Jehan Daruvala      | Todas   |
| Prema Racing                  | 28  | Robert Shwartzman   | Todas   |
| Carlin Buzz Racing            | 29  | Teppei Natori       | Todas   |
| Carlin Buzz Racing            | 30  | Felipe Drugovich    | Todas   |
| Carlin Buzz Racing            | 31  | Logan Sargeant      | Todas   |
| Fonte:                        |     |                     |         |

### Equipes participantes
A fusão da GP3 Series e do Campeonato Europeu de Fórmula 3 da FIA fez com que a FIA abrisse um processo de licitação para os participantes da nova categoria. ART Grand Prix, Campos Racing, Jenzer Motorsport e Trident foram selecionadas entre os participantes da GP3 Series, enquanto Carlin, Hitech Grand Prix e Prema Racing foram escolhidas do Campeonato Europeu de Fórmula 3. Tanto a Carlin quanto a Prema Racing mantiveram participações na categoria irmã, o Campeonato de Fórmula 2 da FIA, assim como a Charouz Racing System. A Charouz depois formou uma parceria com a Sauber Motorsport, que atualmente dirige a equipe da Alfa Romeo na Fórmula 1. A última entrada foi concedida a HWA Racelab, que se juntou à categoria depois que a Mercedes-Benz se retirou do campeonato de carros de turismo da Deutsche Tourenwagen Masters (DTM). A Arden International que regularmente participava da Fórmula 2 e da GP3 decidiu não entrar na Fórmula 3, enquanto a Motopark — que competiu no Campeonato Europeu de Fórmula 3 e gerenciou a equipe de GP2 Series da Russian Time em 2013 — não obteve sucesso em sua candidatura e entrou na Super Fórmula Japonesa.

## Calendário
As seguintes oito etapas foram realizadas como parte do Campeonato de Fórmula 3 da FIA de 2019. As oito etapas foram tiradas do calendário da GP3 Series de 2018, uma vez que a categoria foi executada em apoio da Fórmula 1. Uma nona etapa realizada no circuito de Yas Marina em 2018 foi omitida do calendário da Fórmula 3.
| Etapa  | Circuito                                  | Corrida 1      | Corrida 2      |
| ------ | ----------------------------------------- | -------------- | -------------- |
| 1      | Circuito de Barcelona-Catalunha, Montmeló | 11 de maio     | 12 de maio     |
| 2      | Circuito de Paul Ricard, Le Castellet     | 22 de junho    | 23 de junho    |
| 3      | Red Bull Ring, Spielberg                  | 29 de junho    | 30 de junho    |
| 4      | Circuito de Silverstone, Silverstone      | 13 de julho    | 14 de julho    |
| 5      | Hungaroring, Mogyoród                     | 3 de agosto    | 4 de agosto    |
| 6      | Circuito de Spa-Francorchamps, Stavelot   | 31 de agosto   | 1 de setembro  |
| 7      | Autódromo Nacional de Monza, Monza        | 7 de setembro  | 8 de setembro  |
| 8      | Autódromo de Sóchi, Sóchi                 | 28 de setembro | 29 de setembro |
| Fonte: |                                           |                |                |

## Resultados e classificações

### Resumo da temporada
| Etapa | Etapa | Circuito                        | Pole position       | Volta mais rápida   | Piloto vencedor     | Equipe vencedora  |
| ----- | ----- | ------------------------------- | ------------------- | ------------------- | ------------------- | ----------------- |
| 1     | C1    | Circuito de Barcelona-Catalunha | Robert Shwartzman   | Christian Lundgaard | Robert Shwartzman   | Prema Racing      |
| 1     | C2    | Circuito de Barcelona-Catalunha |                     | Jehan Daruvala      | Jehan Daruvala      | Prema Racing      |
| 2     | C1    | Circuito Paul Ricard            | Jake Hughes         | Yuki Tsunoda        | Jehan Daruvala      | Prema Racing      |
| 2     | C2    | Circuito Paul Ricard            |                     | Marcus Armstrong    | Robert Shwartzman   | Prema Racing      |
| 3     | C1    | Red Bull Ring                   | Marcus Armstrong    | Jüri Vips           | Jüri Vips           | Hitech Grand Prix |
| 3     | C2    | Red Bull Ring                   |                     | Jake Hughes         | Jake Hughes         | HWA Racelab       |
| 4     | C1    | Circuito de Silverstone         | Jüri Vips           | Jehan Daruvala      | Jüri Vips           | Hitech Grand Prix |
| 4     | C2    | Circuito de Silverstone         |                     | Robert Shwartzman   | Leonardo Pulcini    | Hitech Grand Prix |
| 5     | C1    | Hungaroring                     | Christian Lundgaard | Christian Lundgaard | Christian Lundgaard | ART Grand Prix    |
| 5     | C2    | Hungaroring                     |                     | Marcus Armstrong    | Marcus Armstrong    | Prema Racing      |
| 6     | C1    | Circuito de Spa-Francorchamps   | Jehan Daruvala      | Pedro Piquet        | Pedro Piquet        | Trident           |
| 6     | C2    | Circuito de Spa-Francorchamps   |                     | Marcus Armstrong    | Marcus Armstrong    | Prema Racing      |
| 7     | C1    | Autódromo Nacional de Monza     | Christian Lundgaard | Robert Shwartzman   | Robert Shwartzman   | Prema Racing      |
| 7     | C2    | Autódromo Nacional de Monza     |                     | Richard Verschoor   | Yuki Tsunoda        | Jenzer Motorsport |
| 8     | C1    | Autódromo de Sóchi              | Robert Shwartzman   | Jake Hughes         | Marcus Armstrong    | Prema Racing      |
| 8     | C2    | Autódromo de Sóchi              |                     | Marcus Armstrong    | Jüri Vips           | Hitech Grand Prix |

### Sistema de pontuação
Os pontos foram atribuídos aos dez melhores classificados na corrida 1, e aos oito melhores classificados na corrida 2. O pole-sitter da corrida 1 também recebeu quatro pontos, e dois pontos eram concedidos ao piloto que marcava a volta mais rápida dentro dos dez melhores, tanto na corrida 1 quanto na corrida 2. Nenhum ponto extra era concedido ao pole-sitter da segunda corrida, pois o grid de largada para a corrida 2 era baseado nos resultados da corrida 1 com os oito melhores pilotos, tendo suas posições invertidas.
Pontos da corrida 1
| Posição | 1º | 2º | 3º | 4º | 5º | 6º | 7º | 8º | 9º | 10º | Pole | VMR |
| Pontos  | 25 | 18 | 15 | 12 | 10 | 8  | 6  | 4  | 2  | 1   | 4    | 2   |

Pontos da corrida 2
Os pontos foram atribuídos aos oito melhores classificados.
| Posição | 1º | 2º | 3º | 4º | 5º | 6º | 7º | 8º | VMR |
| Pontos  | 15 | 12 | 10 | 8  | 6  | 4  | 2  | 1  | 2   |

### Campeonato de Pilotos
| Pos. | Piloto              | CAT | CAT | LEC | LEC | RBR | RBR | SIL | SIL | HUN | HUN | SPA | SPA | MNZ | MNZ | SOC | SOC | Pontos |
| ---- | ------------------- | --- | --- | --- | --- | --- | --- | --- | --- | --- | --- | --- | --- | --- | --- | --- | --- | ------ |
| 1    | Robert Shwartzman   | 1   | 4   | 2   | 1   | 5   | 3   | 5   | 2   | 5   | Ret | 2   | 3   | 1   | 8   | 2   | 3   | 212    |
| 2    | Marcus Armstrong    | 3   | 5   | 6   | 6   | 3   | 19  | 3   | 4   | 8   | 1   | 8   | 1   | 21  | 14  | 1   | 2   | 158    |
| 3    | Jehan Daruvala      | 7   | 1   | 1   | 3   | 4   | 2   | 2   | 28† | 11  | 7   | 3   | 5   | 2   | 13  | 5   | 14  | 157    |
| 4    | Jüri Vips           | 6   | 2   | 4   | 17  | 1   | 6   | 1   | 15  | 4   | 4   | 5   | 21  | Ret | 11  | 8   | 1   | 141    |
| 5    | Pedro Piquet        | 26  | 16  | 3   | 2   | 6   | 15  | 6   | 27† | Ret | 27  | 1   | 6   | 5   | 5   | 6   | Ret | 98     |
| 6    | Christian Lundgaard | 2   | 6   | Ret | 15  | 26  | 17  | 7   | 5   | 1   | 5   | 4   | 4   | 13  | 9   | 14  | 9   | 97     |
| 7    | Jake Hughes         | 17  | Ret | Ret | 7   | 7   | 1   | 9   | Ret | 3   | 3   | 21  | Ret | 6   | 3   | 7   | 4   | 90     |
| 8    | Leonardo Pulcini    | 20  | 21  | Ret | 12  | 9   | 5   | 4   | 1   | 7   | 2   | 7   | 7   | 10  | 6   | 4   | 16  | 78     |
| 9    | Yuki Tsunoda        | 10  | 9   | 7   | 9   | 16  | 11  | 14  | 7   | 9   | 6   | 6   | 2   | 3   | 1   | 12  | 25† | 67     |
| 10   | Max Fewtrell        | 5   | 8   | Ret | 18  | 2   | 4   | 19  | 12  | 2   | 24  | 9   | Ret | 14  | 21  | 11  | 11  | 57     |
| 11   | Liam Lawson         | NC  | 17  | 9   | 5   | 14  | 25  | 8   | 3   | 16  | 9   | 12  | 19  | 7   | 2   | 18  | 8   | 41     |
| 12   | Niko Kari           | 8   | 3   | 18  | 24† | 11  | 8   | 18  | 19  | 14  | 12  | 19  | Ret | Ret | 15  | 3   | 5   | 36     |
| 13   | Richard Verschoor   | 19  | 19  | 14  | 4   | 10  | 12  | 17  | 21  | 27† | 17  | 17  | 11  | 4   | 4   | 10  | 7   | 34     |
| 14   | David Beckmann      | 4   | 7   | 10  | Ret | 15  | 10  | 11  | 6   | 28† | 19  | 10  | 12  | Ret | 28† | WD  | WD  | 20     |
| 15   | Bent Viscaal        | 13  | 13  | 5   | 20  | 13  | Ret | 22  | 20  | 19  | 10  | 20  | 14  | 17  | 27† | Ret | 17  | 10     |
| 16   | Felipe Drugovich    | 11  | 10  | 19  | 10  | 12  | 14  | 13  | 10  | 6   | Ret | 18  | 9   | 16  | 12  | 25  | 15  | 8      |
| 17   | Fabio Scherer       | 27  | Ret | 15  | Ret | Ret | 23  | 16  | 8   | 15  | 13  | 27  | 18  | 8   | 7   | Ret | Ret | 7      |
| 18   | Lirim Zendeli       | 14  | 11  | Ret | 16  | 8   | 7   | 15  | 9   | Ret | 20  | 22  | 22† | Ret | 18  | DNS | DNS | 6      |
| 19   | Logan Sargeant      | 15  | 14  | 12  | 8   | 22  | 26  | 26  | 13  | 10  | 8   | 13  | Ret | 9   | 10  | 15  | 10  | 5      |
| 20   | Alex Peroni         | 12  | 24  | 8   | 14  | 21  | Ret | 10  | Ret | 26  | 16  | Ret | 15  | Ret | DNS |     |     | 5      |
| 21   | Ye Yifei            | 22  | Ret | 13  | 22  | 20  | Ret | 12  | 11  | 18  | 22  | 15  | 10  | Ret | 19  | 13  | 6   | 4      |
| 22   | Raoul Hyman         | 21  | Ret | 17  | 13  | 19  | 16  | Ret | 18  | 22  | 25  | 26  | Ret | 15  | 17  | 9   | 13  | 2      |
| 23   | Simo Laaksonen      | 9   | Ret | 20† | Ret | 18  | 18  | 24  | 24  | 17  | 18  | 24  | Ret | 20  | 20  | 17  | Ret | 2      |
| 24   | Teppei Natori       | 24  | 15  | Ret | Ret | Ret | 22  | 25  | 16  | 20  | Ret | 11  | 8   | 11  | 29† | 20  | 19  | 1      |
| 25   | Devlin DeFrancesco  | 23  | 20  | 21† | 21  | 17  | 9   | 27  | 17  | 12  | 11  | 29  | Ret | 12  | 16  | 23  | 12  | 0      |
| 26   | Andreas Estner      | 25  | 22  | 11  | 11  | 23  | 20  | 23  | 22  | 21  | 15  | 23  | 17  | 22  | 24  | 24  | 18  | 0      |
| 27   | Sebastián Fernández | 16  | 12  | Ret | Ret | 24  | Ret | 20  | 14  | 13  | 23  | 25  | 13  | 18  | 26  | 16  | 24† | 0      |
| 28   | Keyvan Andres       | 28  | 18  | DNS | 19  | 27  | 13  | 21  | 26  | 23  | 14  | 14  | 16  | 19  | 22  | 19  | 23  | 0      |
| 29   | Alessio Deledda     | Ret | 23  | 16  | 23  | 25  | 24  | Ret | 25  | 24  | 26  | 28  | 20  | 23  | 25  | 21  | 22  | 0      |
| 30   | Giorgio Carrara     |     |     |     |     | 28  | 21  |     |     | 25  | 21  | 16  | Ret | Ret | 23  |     |     | 0      |
| 31   | Artem Petrov        | 18  | Ret |     |     |     |     |     |     |     |     |     |     |     |     |     |     | 0      |
| 32   | David Schumacher    |     |     |     |     |     |     |     |     |     |     |     |     |     |     | 22  | 20  | 0      |
| 33   | Charles Leong       |     |     |     |     |     |     |     |     |     |     |     |     |     |     | Ret | 21  | 0      |
| 34   | Federico Malvestiti |     |     |     |     |     |     | Ret | 23  |     |     |     |     |     |     |     |     | 0      |
| Pos. | Piloto              | CAT | CAT | LEC | LEC | RBR | RBR | SIL | SIL | HUN | HUN | SPA | SPA | MNZ | MNZ | SOC | SOC | Pontos |

| Cor        | Resultado             |
| ---------- | --------------------- |
| Ouro       | Vencedor              |
| Prata      | 2.º lugar             |
| Bronze     | 3.º lugar             |
| Verde      | Terminou, nos pontos  |
| Azul       | Terminou, sem pontos  |
| Púrpura    | Ret – Retirou-se      |
| Vermelho   | NQ – Não qualificado  |
| Preto      | DSQ – Desqualificado  |
| Branco     | NL – Não largou       |
| Branco     | C – Corrida cancelada |
| Azul claro | AT – Apenas Treino    |
| Sem cor    | NP – Não participou   |
| Sem cor    | Les – Lesionado       |
| Sem cor    | EX – Excluído         |

Notas:
- † – Pilotos que não terminaram a corrida mas foram classificados pois completaram 90% da corrida.

### Campeonato de Equipes
| Pos. | Equipe                        | No. | CAT | CAT | LEC | LEC | RBR | RBR | SIL | SIL | HUN | HUN | SPA | SPA | MNZ | MNZ | SOC | SOC | Pontos |
| ---- | ----------------------------- | --- | --- | --- | --- | --- | --- | --- | --- | --- | --- | --- | --- | --- | --- | --- | --- | --- | ------ |
| 1    | Prema Racing                  | 26  | 3   | 5   | 6   | 6   | 3   | 19  | 3   | 4   | 8   | 1   | 8   | 1   | 21  | 14  | 1   | 2   | 527    |
| 1    | Prema Racing                  | 27  | 7   | 1   | 1   | 3   | 4   | 2   | 2   | 28† | 11  | 7   | 3   | 5   | 2   | 13  | 5   | 14  | 527    |
| 1    | Prema Racing                  | 28  | 1   | 4   | 2   | 1   | 5   | 3   | 5   | 2   | 5   | Ret | 2   | 3   | 1   | 8   | 2   | 3   | 527    |
| 2    | Hitech Grand Prix             | 20  | 20  | 21  | Ret | 12  | 9   | 5   | 4   | 1   | 7   | 2   | 7   | 7   | 10  | 6   | 4   | 16  | 223    |
| 2    | Hitech Grand Prix             | 21  | 6   | 2   | 4   | 17  | 1   | 6   | 1   | 15  | 4   | 4   | 5   | 21  | Ret | 11  | 8   | 1   | 223    |
| 2    | Hitech Grand Prix             | 22  | 22  | Ret | 13  | 22  | 20  | Ret | 12  | 11  | 18  | 22  | 15  | 10  | Ret | 19  | 13  | 6   | 223    |
| 3    | ART Grand Prix                | 1   | 4   | 7   | 10  | Ret | 15  | 10  | 11  | 6   | 28† | 19  | 10  | 12  | Ret | 28† | WD  | WD  | 174    |
| 3    | ART Grand Prix                | 2   | 5   | 8   | Ret | 18  | 2   | 4   | 19  | 12  | 2   | 24  | 9   | Ret | 14  | 21  | 11  | 11  | 174    |
| 3    | ART Grand Prix                | 3   | 2   | 6   | Ret | 15  | 26  | 17  | 7   | 5   | 1   | 5   | 4   | 4   | 13  | 9   | 14  | 9   | 174    |
| 4    | Trident                       | 17  | 23  | 20  | 21† | 21  | 17  | 9   | 27  | 17  | 12  | 11  | 29  | Ret | 12  | 16  | 23  | 12  | 134    |
| 4    | Trident                       | 18  | 26  | 16  | 3   | 2   | 6   | 15  | 6   | 27† | Ret | 27  | 1   | 6   | 5   | 5   | 6   | Ret | 134    |
| 4    | Trident                       | 19  | 8   | 3   | 18  | 24† | 11  | 8   | 18  | 19  | 14  | 12  | 19  | Ret | Ret | 15  | 3   | 5   | 134    |
| 5    | HWA Racelab                   | 10  | 13  | 13  | 5   | 20  | 13  | Ret | 22  | 20  | 19  | 10  | 20  | 14  | 17  | 27† | Ret | 17  | 100    |
| 5    | HWA Racelab                   | 11  | 17  | Ret | Ret | 7   | 7   | 1   | 9   | Ret | 3   | 3   | 21  | Ret | 6   | 3   | 7   | 4   | 100    |
| 5    | HWA Racelab                   | 12  | 28  | 18  | DNS | 19  | 27  | 13  | 21  | 26  | 23  | 14  | 14  | 16  | 19  | 22  | 19  | 24† | 100    |
| 6    | MP Motorsport                 | 4   | NC  | 17  | 9   | 5   | 14  | 25  | 8   | 3   | 16  | 9   | 12  | 19  | 7   | 2   | 18  | 8   | 77     |
| 6    | MP Motorsport                 | 5   | 9   | Ret | 20† | Ret | 18  | 18  | 18  | 24  | 17  | 18  | 24  | Ret | 20  | 20  | 17  | Ret | 77     |
| 6    | MP Motorsport                 | 6   | 19  | 19  | 14  | 4   | 10  | 12  | 17  | 21  | 27† | 17  | 17  | 11  | 4   | 4   | 10  | 7   | 77     |
| 7    | Jenzer Motorsport             | 14  | 10  | 9   | 7   | 9   | 16  | 11  | 14  | 7   | 9   | 6   | 6   | 2   | 3   | 1   | 12  | 25† | 67     |
| 7    | Jenzer Motorsport             | 15  | 18  | Ret |     |     | 28  | 21  | Ret | 23  | 25  | 21  | 16  | Ret | Ret | 23  | Ret | 21  | 67     |
| 7    | Jenzer Motorsport             | 16  | 25  | 22  | 11  | 11  | 23  | 20  | 23  | 22  | 21  | 15  | 23  | 17  | 22  | 24  | 24  | 18  | 67     |
| 8    | Sauber Junior Team by Charouz | 7   | 14  | 11  | Ret | 16  | 8   | 7   | 15  | 9   | Ret | 20  | 22  | 22† | Ret | 18  | DNS | Ret | 15     |
| 8    | Sauber Junior Team by Charouz | 8   | 27  | Ret | 15  | Ret | Ret | 23  | 16  | 8   | 15  | 13  | 27  | 18  | 8   | 7   | Ret | Ret | 15     |
| 8    | Sauber Junior Team by Charouz | 9   | 21  | Ret | 17  | 13  | 19  | 16  | Ret | 18  | 22  | 25  | 26  | Ret | 15  | 17  | 9   | 13  | 15     |
| 9    | Carlin Buzz Racing            | 29  | 24  | 15  | Ret | Ret | Ret | 22  | 25  | 16  | 20  | Ret | 11  | 8   | 11  | 29† | 20  | 19  | 14     |
| 9    | Carlin Buzz Racing            | 30  | 11  | 10  | 19  | 10  | 12  | 14  | 13  | 10  | 6   | Ret | 18  | 9   | 16  | 12  | 25  | 15  | 14     |
| 9    | Carlin Buzz Racing            | 31  | 15  | 14  | 12  | 8   | 22  | 26  | 26  | 13  | 10  | 8   | 13  | Ret | 9   | 10  | 15  | 10  | 14     |
| 10   | Campos Racing                 | 23  | 12  | 24  | 8   | 14  | 21  | Ret | 10  | Ret | 26  | 16  | Ret | 15  | Ret | DNS | 22  | 20  | 5      |
| 10   | Campos Racing                 | 24  | Ret | 23  | 16  | 23  | 25  | 24  | Ret | 25  | 24  | 26  | 28  | 20  | 23  | 25  | 21  | 22  | 5      |
| 10   | Campos Racing                 | 25  | 16  | 12  | Ret | Ret | 24  | Ret | 20  | 14  | 13  | 23  | 25  | 13  | 18  | 26  | 16  | 23† | 5      |
| Pos. | Equipe                        | No. | CAT | CAT | LEC | LEC | RBR | RBR | SIL | SIL | HUN | HUN | SPA | SPA | MNZ | MNZ | SOC | SOC | Pontos |

| Cor        | Resultado             |
| ---------- | --------------------- |
| Ouro       | Vencedor              |
| Prata      | 2.º lugar             |
| Bronze     | 3.º lugar             |
| Verde      | Terminou, nos pontos  |
| Azul       | Terminou, sem pontos  |
| Púrpura    | Ret – Retirou-se      |
| Vermelho   | NQ – Não qualificado  |
| Preto      | DSQ – Desqualificado  |
| Branco     | NL – Não largou       |
| Branco     | C – Corrida cancelada |
| Azul claro | AT – Apenas Treino    |
| Sem cor    | NP – Não participou   |
| Sem cor    | Les – Lesionado       |
| Sem cor    | EX – Excluído         |

Notas:
- † – Pilotos que não terminaram a corrida mas foram classificados pois completaram 90% da corrida.